# Майданский, Моисей Нояхович
Моисей Нояхович Майданский (1899—1973, Киев) — лингвист, филолог, автор учебных пособий, научный сотрудник Института еврейской культуры АН УССР. Одинаково прекрасно знал идиш и украинский. Репрессирован советской властью и после лагерей реабилитирован ею же.

## Биография
Моисей Нояхович Майданский родился в 1899 году. Работал научным сотрудником Института еврейской пролетарской культуры (до закрытия в 1937 году). После этого работал в Кабинете еврейской культуры при Академии наук УССР. В 1946 году принял участие во встрече сотрудников Кабинета еврейской культуры с находившимся в Киеве американским журналистом Бенционом Гольдбергом. Занимался сбором материалов для «Черной книги».
После потери работы в Кабинете ЕК он стал преподавателем в Черниговском пединституте. Написал рукописи, которые были конфискованы КГБ: «Говорят мученики г. Ковеля», «Партизанский фельдшер Рубинштейн Рахиль», «Это случилось в Звенигородка», «Сила бессмертной души». В годы сталинских репрессий 2 июля был арестован с группой коллег как «американский и английский шпион». Следствие шло два месяца до 21 августа 1951. 17 ноября 1951 года его признали виновными, дали 10 лет лагерей, и послали в лагерь «Озерный № 7» МВД СССР (Братск Иркутской области). После смерти Сталина его жена в мае 1953 года послал письмо к министру внутренних дел УССР и к заместителю председателя Совета министров СССР Л. П. Берии с просьбой пересмотреть решение по делу её мужа. В 1955 году после того как отсидел в лагерях он был полностью реабилитирован.
Проживал в Киеве на Троицком переулке в доме 4, кв. 5. Умер в феврале 1973 года в Киеве. После себя оставил дочку Майю, которая с семьей жила в Израиле в городе Бейт-Шемеш до своей смерти в 2003 году.

## Семья
- Отец — Майданского Ноях Аронович умер в 1933 и был похоронен в Житомире[1];
- Мать — Хая Моисеевна не пережила эвакуации и скончалась в 1942 в г. Кзыл-Кия Ошской обл. Киргизской республики, там и похоронена[1];
- Жена — Хася Шломовна Левантовская[1];
- Брат Аркадий 1901 года рождения, который жил на Донбассе[1];
- Сестры: София (1895 года рождения) и Эсфирь (1911 года рождения), которые жили в Житомире[1];
- Дядя и двоюродные братья жили в Палестине[1].